# Síndrome d'alimentació nocturna
La síndrome d'alimentació nocturna (SAN) és un trastorn alimentari.

## Història
El SAN va ser descrit originalment pel doctor Albert Stunkard el 1955 i actualment proposats per a la seva inclusió en la pròxima edició del Manual diagnòstic i estadístic dels trastorns mentals. El diagnòstic és controvertit, la seva validesa i utilitat clínica ha estat qüestionada i actualment no existeixen criteris diagnòstics oficials. Reconegut des 1999, afecta entre l'1% i el 2% de la població. També se'l considera un trastorn del son. Avui s'estima que el 10% de les persones obeses ho pateixen o va ser un dels orígens de la seva condició, per no haver-ho identificat i tractat a temps, situant-se en l'actualitat en un veritable problema social.

## Descripció
La síndrome consisteix en un comportament persistent, al contrari del que es produeix en els aperitius ocasions que algunes persones prenen de tant en tant a la nit. De fet, la gent amb aquest trastorn sovint són inconscients dels seus menjars nocturnes, encara que alguns senten que no seran capaços de dormir sense menjar primer (encara que és més fàcil dormir amb l'estómac buit). Entre aquells que són conscients del seu menjar nocturn, hi ha sovint un component emocional. El menjar nocturn sol consistir en el que es coneix com a comfort food (menjar d'alleugeriment/recompensa). Aquesta síndrome se sol confondre amb bulímia nerviosa i amb polifàgia, més pel que sembla són trastorns diferents.

## Símptomes/Comportament
Les persones que pateixen la síndrome d'alimentació nocturna presenten generalment els següents símptomes:
- Es salten l'esmorzar i fan el seu primer menjar diverses hores després de despertar.
- Consumeixen almenys la meitat de les calories després del sopar (moltes fonts indiquen que és fins després de les 9 o 10 pm, i les postres no sol incloure).
  - Els afartaments nocturns gairebé sempre consisteixen en carbohidrats, però, aquesta alimentació s'estén durant diverses hores, la qual cosa no és consistent amb un tip típic com el d'altres trastorns alimentaris.
- Pateixen depressió o ansietat, sovint en connexió amb els seus hàbits alimentaris.
  - Els episodis d'alimentació nocturna solen provocar culpabilitat més que plaer.[13]
- Tenen trastorns del son i insomni.
  - Més probabilitat de somnambulisme que la mitjana.[14]

Per ser considerat un trastorn alimentari, aquest model s'ha de donar durant dos mesos o més.

## Tractament
La síndrome d'alimentació nocturna tendeix a produir un augment de pes. Tot i que els afectats no sempre tenen sobrepès, una de cada quatre persones amb un sobrepès de 45 kg. o més pateixen la síndrome. El trastorn s'acompanya del que els afectats descriuen com un desig incontrolable de menjar, una addicció, i és sovint tractat amb medicaments.
L'administració d'antidepressius en alguns casos ha resultat ser d'ajuda per controlar aquesta síndrome, entre ells la Sertralina.
La síndrome d'alimentació nocturna, segons un nou estudi, pot ser una resposta anormal a l'estrès.
| «                                                                             | "Les persones que mengen durant la nit presenten un patró diferent d'alliberament d'hormones com a resposta a l'estrès que les que mengen normalment" ..... "Si un està estressat les 24 hores del dia, no hi haurà una reacció a la inducció de l'estrès ", | » |
| — Grethe S. Birketvedt, de la Universitat de Tromsø (Noruega)- Reuters Health | |   |

La teràpia per augmentar l'elevació natural de la melatonina nocturna, reduir la resposta del cos a l'estrès suprarenal i elevar leptina o millorar els nivells de sensibilitat a la leptina són opcions que poden ajudar a aquests pacients a superar la malaltia. Una altra de les claus pot implicar la disponibilitat de triptòfan, un aminoàcid important, en el cos. Més del 70% de la nit de menjar per combatre l'ansietat que participen afartaments d'hidrats de carboni. Aquests aliments es creu que augmenten la quantitat de triptòfan disponible per a la conversió de serotonina, la neurotransmissor calmant en el cervell que promou una sensació general de benestar i, al seu torn, es converteix en melatonina.